# Katolickie Radio Zamość
Katolickie Radio Zamość (KRZ) – całodobowa rozgłośnia radiowa diecezji zamojsko-lubaczowskiej. Nadaje na częstotliwości 90,1 MHz FM w promieniu do 120 km od Zamościa, na terenie diecezji zamojsko-lubaczowskiej oraz na 101,2 MHz FM w całym powiecie lubaczowskim. Program radiowy obejmuje najważniejsze wydarzenia z życia lokalnego Kościoła katolickiego oraz z Zamojszczyzny i Roztocza.

## Historia
KRZ nadało pierwszą audycję 25 marca 1998 roku. W październiku 2004 roku KRZ rozpoczęło wizyty w parafiach diecezji zamojsko-lubaczowskiej w ramach tzw. Niedziel radiowych, poświęconych problemom lokalnych wspólnot parafialnych i samorządowych. Poruszane tematy są zwykle poza zasięgiem zainteresowania stacji komercyjnych.
Obecnie siedziba KRZ znajduje się w Zamościu przy ulicy J. Zamoyskiego 1.

## Audycje religijne

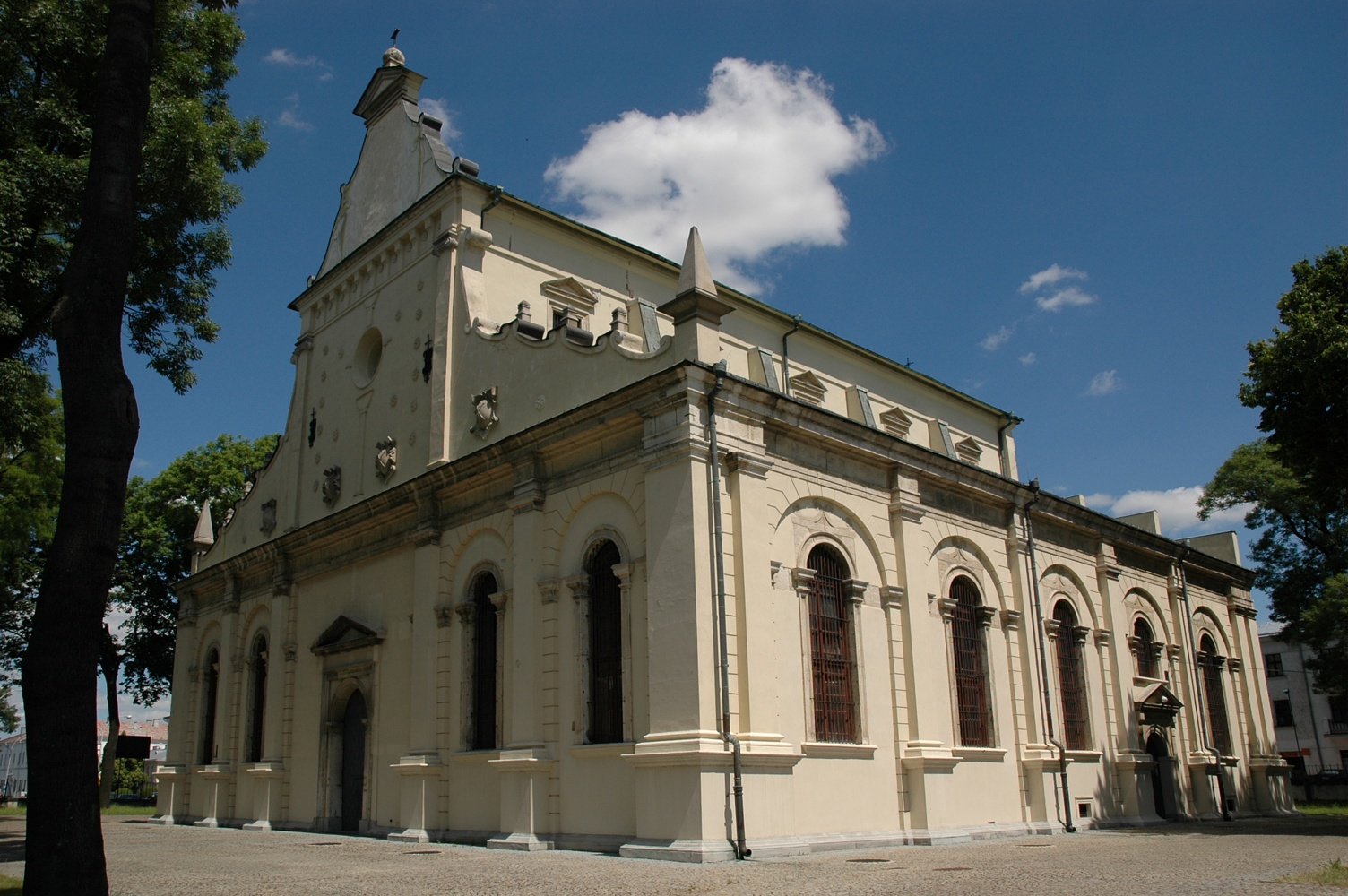
Katedra Zmartwychwstania Pańskiego i św. Tomasza Apostoła w Zamościu, z której nadawane są transmisje Mszy św.

Słuchacze mogli duchowo łączyć się z wiernymi przeżywającymi swój czas nawiedzenia Kopii Obrazu Matki Bożej Częstochowskiej, trwać na modlitwie i cieszyć się obecnością Matki Bożej. Dzięki codziennym transmisjom z trasy pieszej pielgrzymki z Zamościa radiosłuchacze mogli na bieżąco śledzić losy i duchowo łączyć się z pielgrzymami podczas wędrówki Jasną Górę.
Codziennie o godz. 15:00 na antenie odbywa się modlitwa z udziałem słuchaczy - Koronka do Miłosierdzia Bożego a o 19:00 Różaniec. O 18:00 w dni powszednie, a w niedzielę o 12:00, nadawana jest transmisja Mszy św. z Katedry Zmartwychwstania Pańskiego i św. Tomasza Apostoła w Zamościu. W ramówce - oprócz misji ewangelizacyjnej, wynikającej z katolickiego charakteru rozgłośni - dominuje tematyka lokalna. Serwisy informacyjne kładą główny nacisk na aktualności z życia Kościoła oraz lokalnej diecezji i regionu.

## Inne programy

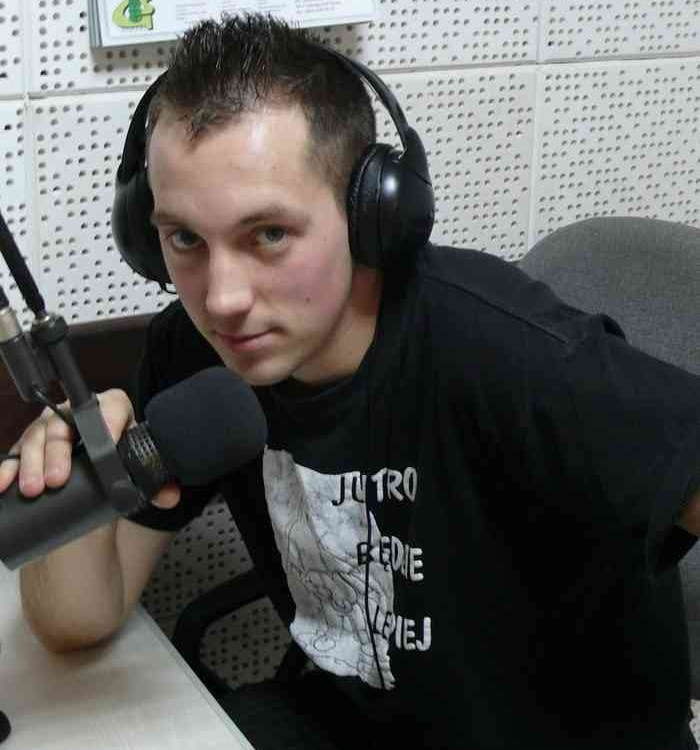
Tomasz Pakuła podczas prowadzenia Audycji Sportowej Ole

KRZ podejmuje również tematykę dotyczącą zdrowia, wychowania i edukacji.
Zajmuje także się sprawami gospodarki i rolnictwa. Współpracuje również z instytucjami, które działają na rzecz rozwoju wsi, dzięki czemu większość wydarzeń kulturalnych na terenie Zamojszczyzny odbywa się pod patronatem Katolickiego Radia Zamość.

## Finansowanie
KRZ jest rozgłośnią diecezjalną, niezależną od jakichkolwiek organizacji czy stowarzyszeń. Utrzymuje się ze środków diecezjalnych (środki pozyskiwane ze zbiórek do puszek lub składek na tacę) i tylko w niewielkim stopniu z reklam. Dodatkowym źródłem finansowania są bezpośrednie datki słuchaczy.

## W Internecie
KRZ jest dostępne również przez Internet pod adresem http://www.radiozamosc.pl. Na stronie internetowej radia można znaleźć informacje o życiu Kościoła, diecezji i regionu, oraz linki do stron internetowych Tygodnika Katolickiego "Niedziela", diecezji zamojsko-lubaczowskiej oraz najważniejszych instytucji i urzędów Zamojszczyzny i Podkarpacia.